# La temperatura del amor
La temperatura del amor (en hangul, 사랑의 온도; romanización revisada, Sarangui ondo) es una serie de televisión surcoreana emitida por SBS desde el 18 de septiembre hasta el 21 de noviembre de 2017, protagonizada por Seo Hyun Jin, Yang Se Jong, Kim Jae Wook y Jo Bo Ah.

## Argumento
Lee Hyun Soo (Seo Hyun Jin) es una aspirante a guionista y Ohn Jung Sun (Yang Se Jong) es un aspirante a chef de comida francesa. Ellos se conocen por primera vez en un Chat en línea en donde Hyun Soo utiliza el nombre Jane y Jung Sun Chakhan Seupeu (el nombre de su restaurante), desde ahí mantienen una relación hasta que deciden elegir caminos diferentes. Sin embargo, años más tarde ambos se reencuentran.

## Reparto

### Personajes principales
- Seo Hyun-jin como Lee Hyun Soo.
- Yang Se Jong como Ohn Jung Sun.
- Jo Bo Ah como Ji Hong Ah.
- Kim Jae Wook como Park Jung Woo.

### Personajes recurrentes
- Shim Hee Sup como Choi Won Joon.
- Cha In-ha como Kim Ha Sung.
- P.O como Kang Min Ho.
- Lee Kang Min como Oh Kyung Soo.
- Chae So Young como Lim Soo Jung.
- Jung Ae Ri como Park Mi Nah.
- Sunwoo Jae Duk como Lee Min Jae.
- Gil Eun-hye como Lee Hyun Yi.
- Lee Mi Sook como Yoo Yeong Mi.
- Ahn Nae-sang como On Hae-kyung.
- Ji Il-joo como Kim Joon Ha.
- Kang Yul como Seung Won.
- Shim Hee-sub como Choi Won-joon.
- Song Young Kyu como Min Yi Bok.
- Hwang Suk Jung como Park Eun Sung.
- Choi Sung Jae como Lee Sung Jae.
- Gong Min-jeung como Soo-yeong.
- Ryeoun como el cocinero más joven.

### Apariciones especiales
- Jang Hyun-sung como el hombre borracho en el callejón (ep. #2)

## Premios y nominaciones
| Año  | Categoría                                                               | Premio                   | Nominado                    | Resultado |
| ---- | ----------------------------------------------------------------------- | ------------------------ | --------------------------- | --------- |
| 2018 | Mejor Nuevo Actor (empatado con Jang Ki-yong)                           | 6th APAN Star Award      | Yang Se Jong                | Ganó      |
| 2018 | K-Star Award, Actor                                                     | 6th APAN Star Award      | Yang Se Jong                | Nominado  |
| 2018 | Mejor Actor Nuevo (TV)                                                  | 54th Baeksang Arts Award | Yang Se Jong                | Ganó      |
| 2017 | Mejor actriz                                                            | Grimae Award             | Seo Hyun-jin                | Ganó      |
| 2017 | Mejor nuevo actor                                                       | SBS Drama Award          | Yang Se Jong                | Ganó      |
| 2017 | Top excelencia, actriz en drama de lunes y martes/Gran premio (Daesang) | SBS Drama Award          | Seo Hyun-jin                | Nominada  |
| 2017 | Mejor pareja                                                            | SBS Drama Award          | Yang Se Jong y Seo Hyun-jin | Nominados |
| 2017 | Excellence Award, Actor in a Monday–Tuesday Drama                       | SBS Drama Award          | Kim Jae-wook                | Nominado  |
| 2017 | Excelencia, actriz en drama de lunes y martes                           | SBS Drama Award          | Jo Bo-ah                    | Nominada  |
| 2017 | Mejor nueva actriz                                                      | SBS Drama Award          | Jo Bo-ah                    | Nominada  |
| 2017 | Mejor actriz de reparto                                                 | SBS Drama Award          | Hwang Seok-jeong            | Nominada  |
| 2017 | Mejor actriz de reparto                                                 | SBS Drama Award          | Lee Cho-hee                 | Nominada  |

## Recepción

### Audiencia
En Azul la audiencia más baja y en rojo la más alta, correspondientes a las empresas medidoras TNms y AGB Nielsen.
| Ep. #    | Fecha de emisión         | Share        | Share        | Share       | Share       |
| Ep. #    | Fecha de emisión         | TNmS Ratings | TNmS Ratings | AGB Nielsen | AGB Nielsen |
| Ep. #    | Fecha de emisión         | Nacional     | Seúl         | Nacional    | Seúl        |
| -------- | ------------------------ | ------------ | ------------ | ----------- | ----------- |
| 1        | 18 de septiembre de 2017 | 7.1 %        | 8.3 %        | 7.1 %       | 7.7 %       |
| 2        | 18 de septiembre de 2017 | 7.9 %        | 9.4 %        | 8.0 %       | 8.8 %       |
| 3        | 19 de septiembre de 2017 | 7.2 %        | 8.5 %        | 7.2 %       | 8.1 %       |
| 4        | 19 de septiembre de 2017 | 8.4 %        | 9.9 %        | 9.2 %       | 10.2 %      |
| 5        | 25 de septiembre de 2017 | 8.4 %        | 9.7 %        | 8.2 %       | 8.9 %       |
| 6        | 25 de septiembre de 2017 | 9.5 %        | 10.9 %       | 10.4 %      | 11.6 %      |
| 7        | 26 de septiembre de 2017 | 7.5 %        | 7.8 %        | 8.6 %       | 10 %        |
| 8        | 26 de septiembre de 2017 | 8.5 %        | 9.3 %        | 11.0 %      | 12.4 %      |
| 9        | 2 de octubre de 2017     | 7.4 %        | 8.1 %        | 8.1 %       | 8.9 %       |
| 10       | 2 de octubre de 2017     | 9.2 %        | 9.6 %        | 9.6 %       | 10.6 %      |
| 11       | 3 de octubre de 2017     | 7.3 %        | 7.1 %        | 6.7 %       | 7.2 %       |
| 12       | 3 de octubre de 2017     | 8.9 %        | 8.5 %        | 8.4 %       | 9.4 %       |
| 13       | 9 de octubre de 2017     | 9.4 %        | 11.0 %       | 9.3 %       | 10.8 %      |
| 14       | 9 de octubre de 2017     | 10.5 %       | 11.6 %       | 11.2 %      | 12.9 %      |
| 15       | 10 de octubre de 2017    | 9.1 %        | 10.9 %       | 8.8 %       | 9.9 %       |
| 16       | 10 de octubre de 2017    | 10.3 %       | 12.3 %       | 10.3 %      | 11.4 %      |
| 17       | 16 de octubre de 2017    | 7.2 %        | 8.1 %        | 6.8 %       | 7.7 %       |
| 18       | 16 de octubre de 2017    | 8.4 %        | 9.7 %        | 7.9 %       | 8.9 %       |
| 19       | 23 de octubre de 2017    | 6.1 %        | 7.2 %        | 6.6 %       | 7.8 %       |
| 20       | 23 de octubre de 2017    | 6.8 %        | 7.8 %        | 8.1 %       | 9.5 %       |
| 21       | 24 de octubre de 2017    | 6.7 %        | 7.5 %        | 6.5 %       | 7.6 %       |
| 22       | 24 de octubre de 2017    | 7.9 %        | 8.4 %        | 7.6 %       | 8.4 %       |
| 23       | 30 de octubre de 2017    | 6.1 %        | 6.8 %        | 6.5 %       | 7.2 %       |
| 24       | 30 de octubre de 2017    | 7.2 %        | 8.2 %        | 7.9 %       | 8.9 %       |
| 25       | 31 de octubre de 2017    | 6.5 %        | 7.1 %        | 6.8 %       | 8.0 %       |
| 26       | 31 de octubre de 2017    | 7.6 %        | 7.7 %        | 9.0 %       | 10.8 %      |
| 27       | 6 de noviembre de 2017   | 5.5 %        | 6.3 %        | 5.7 %       | 6.7 %       |
| 28       | 6 de noviembre de 2017   | 6.6 %        | 7.0 %        | 6.9 %       | 6.7 %       |
| 29       | 7 de noviembre de 2017   | 5.5 %        | 5.6 %        | 6.1 %       | 7.5 %       |
| 30       | 7 de noviembre de 2017   | 6.5 %        | 6.7 %        | 7.2 %       | 8.7 %       |
| 31       | 13 de noviembre de 2017  | 4.5 %        | 4.6 %        | 5.8 %       | 5.9 %       |
| 32       | 13 de noviembre de 2017  | 5.1 %        | 5.8 %        | 7.0 %       | 7.7 %       |
| 33       | 14 de noviembre de 2017  | 6.4 %        | 6.3 %        | 6.4 %       | 6.9 %       |
| 34       | 14 de noviembre de 2017  | 6.3 %        | 6.7 %        | 7.3 %       | 8.0 %       |
| 35       | 20 de noviembre de 2017  | 4.8 %        | 5.4 %        | 6.1 %       | 6.7 %       |
| 36       | 20 de noviembre de 2017  | 5.4 %        | 6.3 %        | 7.5 %       | 8.2 %       |
| 37       | 21 de noviembre de 2017  | 5.4 %        | 6.2 %        | 6.7 %       | 7.5 %       |
| 38       | 21 de noviembre de 2017  | 6.3 %        | 6.3 %        | 7.7 %       | 8.8 %       |
| 39       | 21 de noviembre de 2017  | 6.8 %        | 7.5 %        | 8.2 %       | 9.4 %       |
| 40       | 21 de noviembre de 2017  | 6.7 %        | 7.5 %        | 8.4 %       | 9.5 %       |
| Promedio | Promedio                 | 7.23 %       | %            | 7.82 %      | 8.83 %      |

## Emisión internacional
- Hong Kong: Now Drama Channel (2018).
- Japón: KNTV (2017).
- Malasia: Sony One (2017) y Astro (2018).